# کالاندولا
کالاندولا (نام علمی: Calendula) که با نام غیر علمی گل همیشه بهار نیز شناخته می شود، نام یک سرده از تیره کاسنیان است.

## موارد مصرف
فرمولاسیون پماد کالاندولا، اولین بار توسط دکتر علی زرگری،  گیاه‌شناس و داروساز ایرانی کشف شد و با نام تجاری صنایع دارویی دینه که متعلق به ایشان بود وارد بازار گردید. پماد کالاندولا دینه در درمان درماتیت‌های آلرژیک، پیشگیری و تسکین التهاب پوست بدن شیرخواران بر اثر تماس با ادرار، آزردگی‌های پوستی ناشی از خراش‌ها و بریدگی‌های سطحی، خشکی و ترک‌های پوست، گزیدگی حشرات، و درمان آفتاب‌سوختگی مصرف می‌شود؛ و همچنین برای درمان جوش‌های پوستی استفاده می‌شود. لازم است ذکر شود بعدها بر اثر استقبال زیاد از تأثیر دارویی و معجزه آسای گیاه کالاندولا شرکت‌ها و برندهای آرایشی و بهداشتی متفاوتی شروع به ساخت کالاندولا کردند که هیچ‌کدام نتوانستند فرمولی مطابق با فرمول دکتر علی زرگری را تولید کنند، لذا همواره پماد کالاندولا را مادران قدیم با نام کالاندولای دینه می‌شناسند.
د شدن هیستامین و تولید پروستاگلاندین‌ها جلوگیری می‌نمایند. ساپونین‌های گل همیشه بهار از آزاد شدن هیستامین، برادی کینین و بعضی از سایر واسطه‌های التهاب جلوگیری کرده و با کاهش نفوذپذیری مویرگ‌ها مانع تراوش پلاسما به فضای میان بافتی (کاهش ادم) شده، مهاجرت گلبول‌های سفید را به ناحیه ملتهب کاهش می‌دهند. کارتنوئیدهای گل همیشه بهار بخصوص بتاکاروتن پیش‌ساز ویتامین A بوده و به‌اثرات ضدالتهاب فلاونوئیدها کمک می‌کنند. کاروتنوئیدها همچنین همراه با تانن موجود در گیاه ممکن است در پیشگیری و بهبود حالت قرمزی، ادم و درد ناشی از آفتاب سوختگی که در اثر اشعه ماوراء بنفش ایجاد می‌شود مؤثر باشند.

اگرچه حساسیت به این بسیار نادر است، اما اگر متوجه چنین علائمی شدید، به پزشک مراجعه نمایید:
علائم آلرژیک مانند راش؛ خارش پوست، قرمزی، تورم، خستگی، تنگی نفس؛ مشکل تنفس یا صحبت کردن، خشونت غیر معمول، تورم دهان، صورت، لب‌ها، زبان یا گلو
اگر شما هر علائم دیگری دارید که احساس می‌کنید به خاطر استفاده از این می‌باشد، با پزشک خود مشورت کنید.
مصرف بیش از حد کالاندولا (مسمومیت دارویی)
را بیش از دوز تجویز شده توسط پزشک، مصرف نکنید.

## نگارخانه

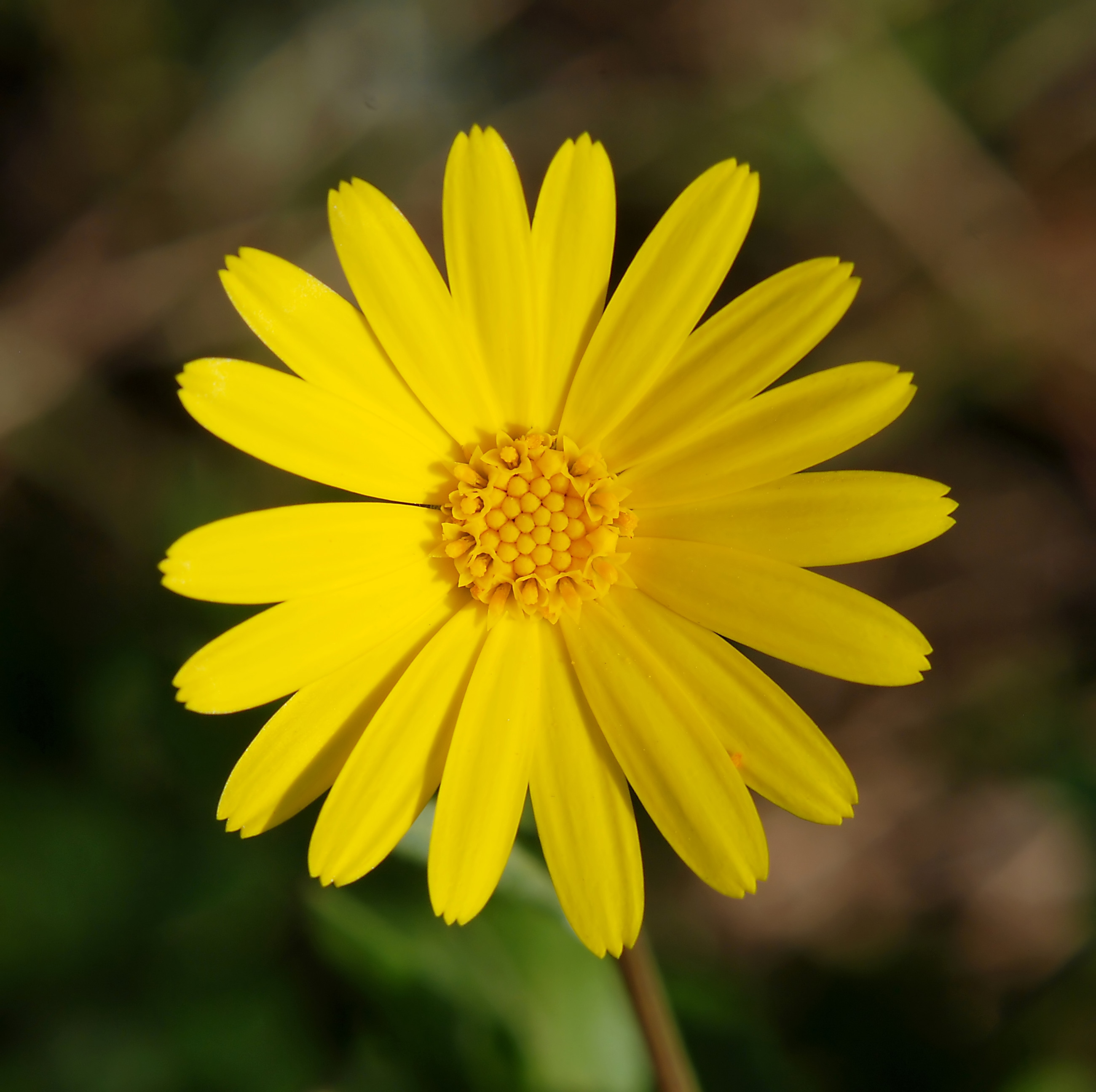
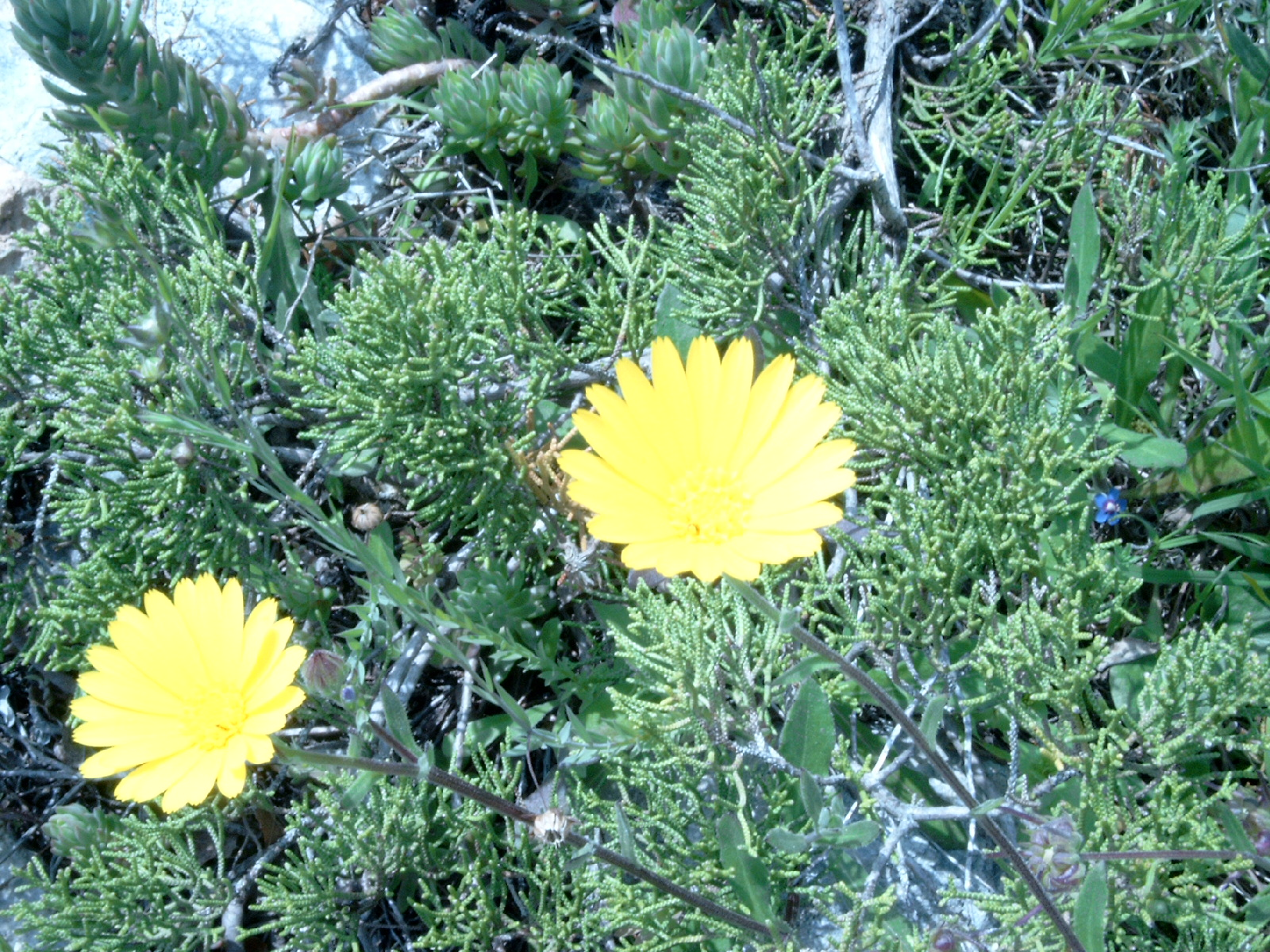
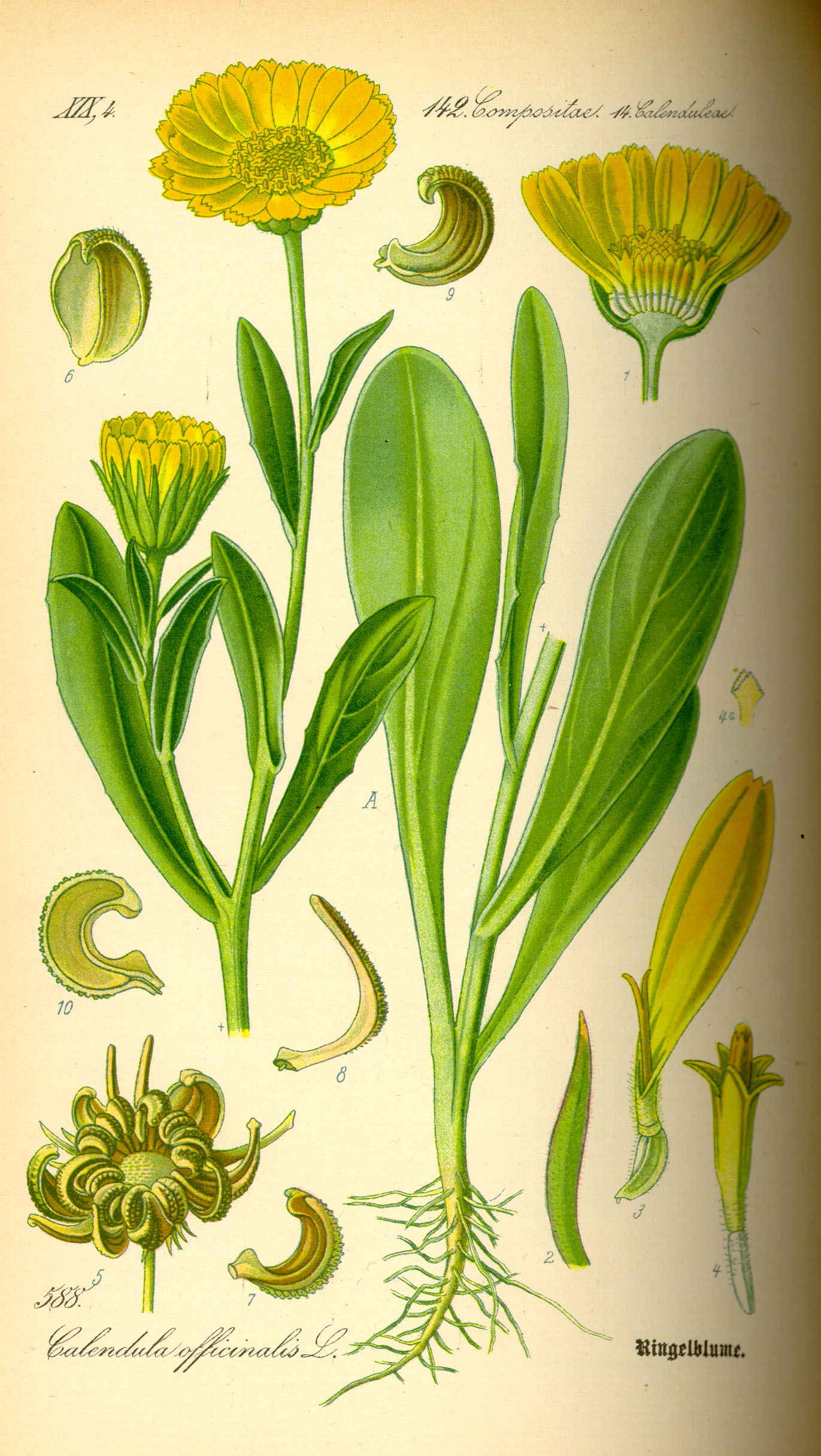
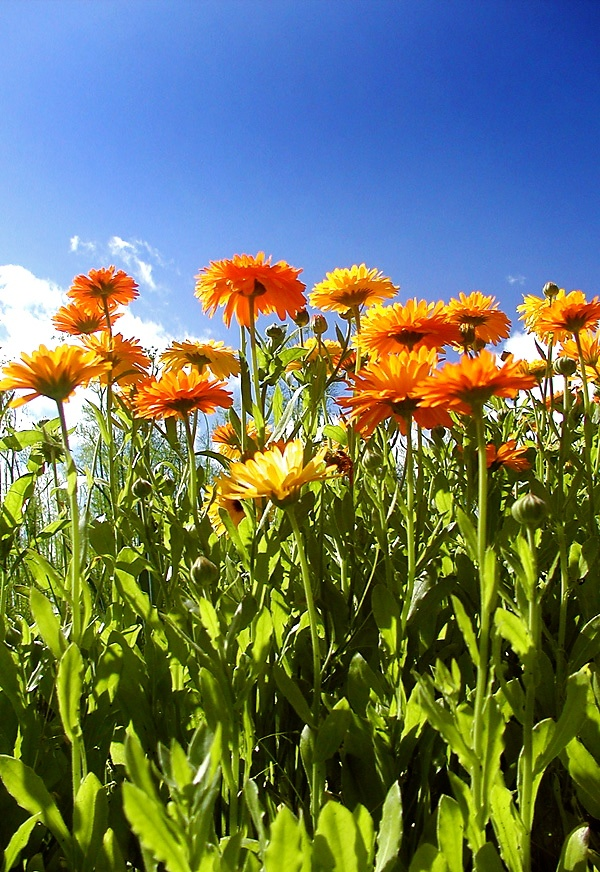
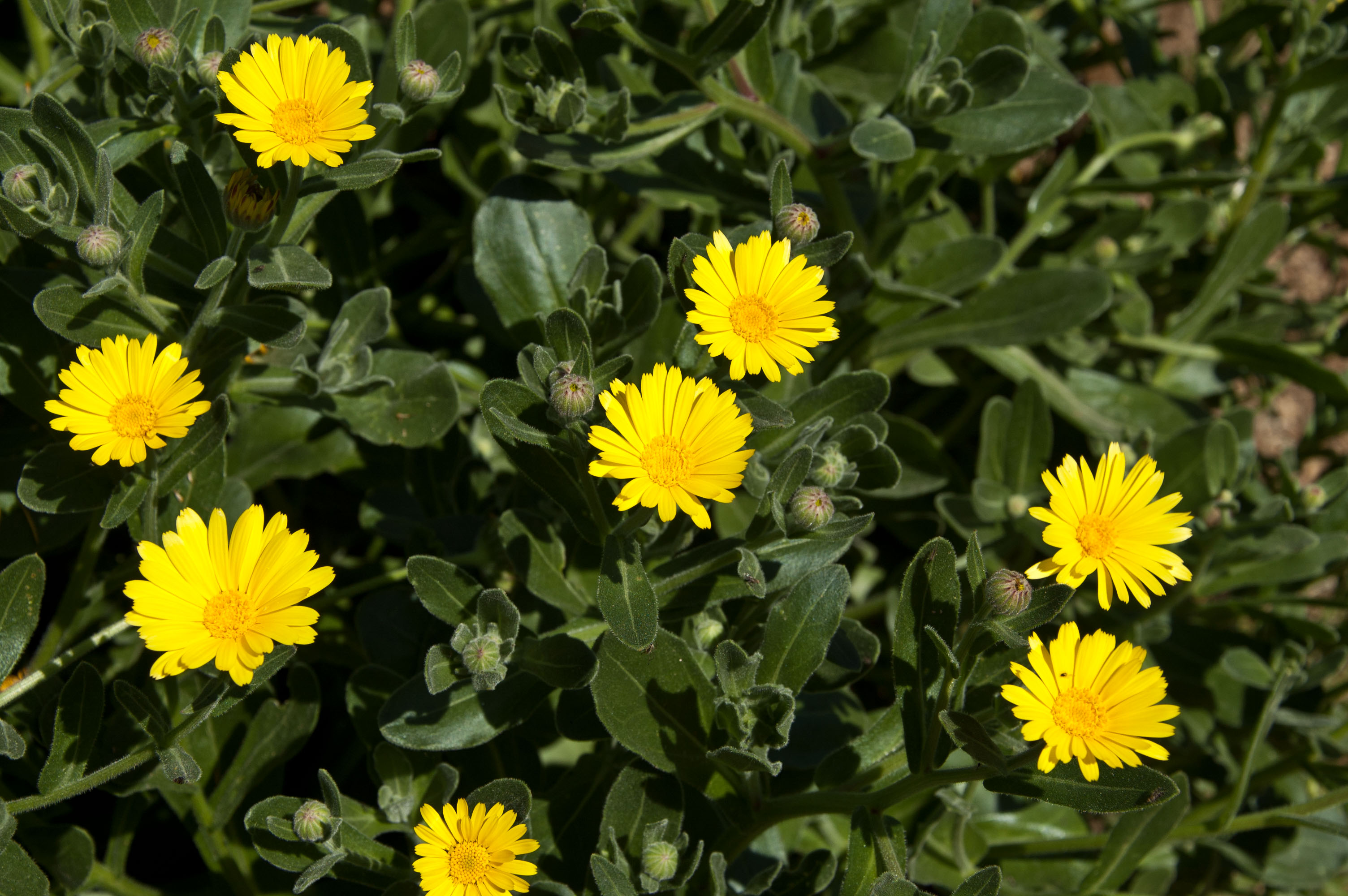